# یان لیانگ
یان لیانگ (انگلیسی: Yan Liang؛ زادهٔ ۲۳ ژانویهٔ ۱۹۸۵) بازیکن هندبال اهل چین است. وی در بازی‌های المپیک تابستانی ۲۰۰۸ شرکت کرده‌است.